# Kőris-hegy
De Köris-hegy ligt in het Bakonygebergte in Hongarije. De berg is 704 meter hoog en is sterk begroeid met bomen en planten. De berg ligt tussen de stad Zirc en de dorpen Bakonybél en Bakonykoppány en biedt een panoramisch uitzicht.